# Doddifoenus wallacei
Doddifoenus wallacei  (лат.) — вид крупных паразитических наездников из семейства Pteromalidae (Leptofoeninae) отряда перепончатокрылые насекомые.
Встречаются в Юго-восточной Азии: Лаос и Таиланд.

## Описание
Крупнейший представитель всего надсемейства хальцидоидных наездников (Chalcidoidea): длинное и узкое тело достигает 4 см в длину вместе с яйцекладом. Столь длинный яйцеклад отличает их от прочих хальцидоидных наездников (Chalcidoidea), но делает их сходными с ихневмонидами или браконидами. Окраска бронзовая, металлически блестящая (голубоватая и зелёная). Длина собственно тела 17,1—19,6 мм, а вместе с яйцекладом 34,6—41,7 мм. Переднегрудка вытянутая, узкая, напоминает шею. Усики состоят из скапуса, педицеллюса и 11-членикового жгутика (последние три сегмента образуют булаву). Биология неизвестна, собраны с поваленных деревьев в дождевом тропическом лесу (предположительно, паразиты живущих в древесине насекомых).
Вид впервые описан в 2009 году и назван  в честь Альфреда Уоллеса (Dr Alfred Russel Wallace), сооснователя теории эволюции путём естественного отбора
.